# Gymnasium der Regensburger Domspatzen
Das Gymnasium der Regensburger Domspatzen ist eine römisch-katholische Schule in Regensburg und war bis 2022 eine reine Jungenschule. Seit dem Schuljahr 2022/23 ist es koedukativ und nimmt auch Mädchen auf. Die Schule liegt im Osten der Stadt und ist ein staatlich anerkanntes Musisches und Naturwissenschaftlich-technologisches Gymnasium für die Mitglieder des Domchors, die Regensburger Domspatzen.

## Geschichte
Das Gymnasium geht auf eine 975 von Bischof Wolfgang von Regensburg gegründete Domschule zurück und ist damit eine der ältesten Schulen im deutschen Sprachraum. Sie ist deshalb eng mit dem Domchor am Regensburger Dom verbunden. Eine Stiftung des Domkapitels aus dem 16. Jahrhundert, die Dompräbende, diente der Einrichtung und dem Unterhalt eines Internats für die Domschüler. Nachdem das Fürstentum Regensburg 1810 bayerisch wurde, teilten sich das Königreich Bayern und das bis dahin allein verantwortliche Domkapitel ab 1819 die Finanzierung.
Im Jahre 1934 konnte vom Domkapitel ein Anwesen in der Regensburger Orleanstraße erworben werden, das ein Jahr später von der Dompräbende bezogen wurde. Zwei Jahre später wurden Pläne für den Neubau eines Musikgymnasiums entwickelt und genehmigt. Dieses sollte unter der Leitung von Theobald Schrems im Stadtpark entstehen und von Reichskanzler Adolf Hitler weitgehend finanziert werden.
Das ins Auge gefasste Musische Gymnasium wurde dann aber nicht in Regensburg, sondern in Frankfurt am Main errichtet. Der „Verein der Freunde des Regensburger Domchors“ erhielt 1948 die Genehmigung, ein eigenes Gymnasium zu errichten. Für die Domspatzen war dies ein bedeutender Schritt. Bis dahin hatten die Sänger verschiedene Schulen in Regensburg besucht; dies erschwerte die Koordination der Chorarbeiten erheblich. Das neu errichtete Gymnasium hieß zunächst „Domgymnasium“, später dann „Musikgymnasium der Regensburger Domspatzen“. Nach der Errichtung waren die Schule und das Internat zunächst in der Regensburger Jugendherberge an der Wöhrdstraße untergebracht, ab 1952 wurde an der Reichsstraße im Regensburger Osten ein Komplex errichtet, in dem Musikgymnasium, Chor und Internat untergebracht wurden. Die ersten Schüler konnten 1952 am Gymnasium das Abitur ablegen. Das Gymnasium wurde als humanistisches Gymnasium gegründet, an dem Latein, Englisch und Altgriechisch unterrichtet werden. Seit 1990 bzw. 1992 besteht zudem ein neusprachlicher Zweig mit den Sprachen Latein, Englisch und Französisch. Seit 2004 wird das Gymnasium als musisches Gymnasium geführt. Seit 2015 bietet es zusätzlich zum musischen noch einen naturwissenschaftlich-technologischen Zweig an. Es heißt seither „Gymnasium der Regensburger Domspatzen“.

## Schulprofil

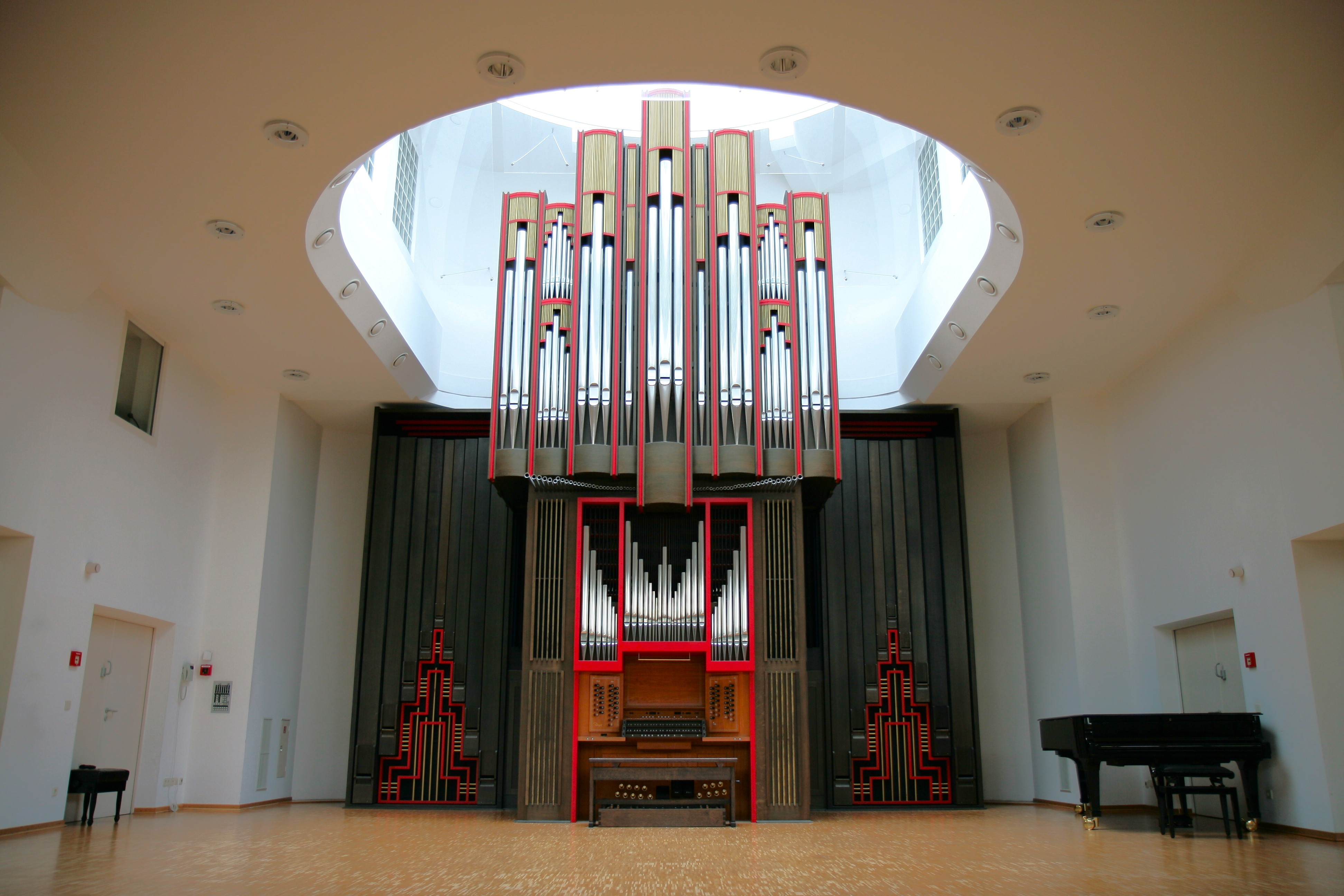
Konzertorgel der Fa. Rieger im Wolfgang-Saal

Neben der musikalischen Ausbildung ist die christliche Erziehung ein tragendes Element der katholischen Schule.
Für die Schüler aus Regensburg und der engeren Umgebung wird bis einschließlich der 10. Jahrgangsstufe die Möglichkeit der Ganztagesbetreuung angeboten. Die Sprachenfolge ist Englisch-Latein. Nach Ablegen der ersten oder zweiten Fremdsprache kann zusätzlich Französisch gewählt werden. Das Gymnasium ist eine katholische Schule; es werden aber auch nicht-katholische Schüler aufgenommen. Fast die Hälfte der Schüler lebt in dem der Schule angegliederten Internat.
Das Gymnasium legt auch auf naturwissenschaftliche Ausbildung einen Schwerpunkt. Am Gymnasium wurden eigene Forschungsklassenzimmer eingerichtet. In einer Arbeitsgemeinschaft können die Schüler Programmieren lernen. 2016 wurde das Gymnasium der Regensburger Domspatzen zudem in die „Junior-Ingenieur-Akademie“ (JIA) der Stiftung Deutsche Telekom aufgenommen. Durch die Zusammenarbeit mit externen Partnern ermöglicht es Technikbildung auf höchstem Niveau. Einzelne Arbeitsgemeinschaften der Schule beschäftigen sich mit Umweltschutz, Theaterspiel, Politik und Zeitgeschichte. Das Gymnasium verfügt zudem über eigene Sportplätze und ein Schwimmbad.
Seit 2013 befindet sich eine neuerrichtete vierklassige Grundschule auf dem Gelände des Musikgymnasiums. Träger des Musikgymnasiums war zunächst der Verein „Freunde des Regensburger Domchors e. V.“, anschließend eine eigene Stiftung „Musikgymnasium der Regensburger Domspatzen“, die seit 1990 als Stiftung des öffentlichen Rechts besteht. Dem Stiftungskuratorium gehörten zunächst das Domkapitel Regensburg, der Verein „Freunde des Regensburger Domchores“ und der Freistaat Bayern an. Als die Stiftung in eine Stiftung des öffentlichen Rechts umgewandelt wurde, schied der Freistaat Bayern aus dem Kuratorium aus.
Seit den 1980er Jahren nehmen Domspatzen immer wieder an internationalen Austauschprogrammen teil. Das Domspatzengymnasium arbeitet dafür mit einigen namhaften Organisationen zusammen. Mit der Zoltán-Kodály-Schule in Budapest besteht eine enge Partnerschaft. Weitere Schul- und Chorpartnerschaften bestehen mit Schulen in Kanada und Simbabwe.
Am 15. Juni 2021 gaben das Bistum Regensburg und Domkapellmeister Heiß bekannt, dass ab dem Schuljahr 2022/23 auch Mädchen in das Gymnasium aufgenommen würden. Es solle jedoch kein gemischter Chor entstehen; stattdessen sollten die Domspatzen als reiner Knaben- und Männerchor erhalten bleiben und parallel dazu ein Mädchenchor aufgebaut werden, der sich zukünftig an der musikalischen Gestaltung der Liturgie im Dom beteiligen wird.

### Internatsleiter
Das Internat unterstand unter anderem folgenden Internatsleitern:
- 1953–1958: Friedrich Zeitler
- 1959: Georg Friedrich Zimmermann
- 1959–1970: Siegfried Lintl
- 1970–1971: Hubertus Schöner
- 1972–1975: Franz Xaver Kohlbeck
- 1975–1996: Herbert Winterholler
- 1996–2001: Matthias Effhauser
- 2001–2022: Rainer Schinko
- seit 2022: Hans-Jürgen Bergbauer

### Schulleiter
Folgende Schulleiter sind dokumentiert:
- 1948–1949: Franz Xaver Magerl
- 1949–1950: Johann Hublocher
- 1950–1952: Michael Treitinger
- 1953–1956: Ernst Moser
- 1956–1962: Cyrill Bader
- 1962–1970: Josef Höfler
- 1970–1988: Werner Wollenweber
- 1988–2004: Günther Seifert
- 2004–2019: Berthold Wahl
- seit 2019: Christine Lohse

## Fälle körperlicher und sexueller Gewalt
Die Fälle körperlicher und sexueller Gewalt bei den Regensburger Domspatzen betrafen neben der Grundschule der Regensburger Domspatzen in Etterzhausen und Pielenhofen auch das zum Gymnasium gehörige Internat. Zu den auffällig gewordenen Personen, die an der Schule waren, zählten mehrere Geistliche.
Friedrich Zeitler, Leiter des Internats (geboren 1918 in Mitterteich, ordiniert 1949), war von September 1953 bis zum 6. Mai 1958 als Religionslehrer und Präfekt am Musikgymnasium Regensburg tätig. Er wurde von Theobald Schrems aus dem Dienst entfernt, weil er „mit zweien seiner Schützlinge bei unsittlichen Handlungen ertappt“ worden sei. Nachdem er sich zunächst der Strafverfolgung durch Flucht entzogen hatte, wurde er im Mai 1959 zu drei Jahren Gefängnis verurteilt. Von Oktober 1961 bis Juni 1982 war er als Hausgeistlicher bei einem Schwesternkonvent mit angegliederter Mädchenschule im Bistum Chur tätig. Er ging 1982 in den Ruhestand und verstarb 1984 in Mitterteich.
Georg Friedrich Zimmermann war vom 1. Januar bis 1. September 1959 Direktor des Domgymnasiums und des Internates der Dompräbende in Regensburg. Er wurde 1971 wegen sexuellen Missbrauchs von Jugendlichen verurteilt.
Sturmius Wagner, späterer Pfarrer in Dietenhofen-Großhabersdorf, war von April 1970 bis Februar 1972 als Hilfskraft und als Präfekt im Internat tätig und missbrauchte mindestens einen Schüler; es wird von fünf weiteren Schülern berichtet, die sich gemeldet haben. Er wurde April 2010 vom Eichstätter Bischof suspendiert.
Der frühere Domkapellmeister Georg Ratzinger, der von 1964 bis 1994 den Chor der Domspatzen leitete, gab an, dass er keine Kenntnis von den Missbrauchsfällen habe. Dem stehen Berichte von mehreren Betroffenen gegenüber, die sich ihren Angaben zufolge 1970/71 an Ratzinger gewandt und sexuelle Übergriffe gemeldet haben.
Im März 2010 wurde der Vorwurf erhoben, es habe mindestens noch bis ins Jahr 1992 sexuellen Missbrauch gegeben, wobei die Täter in diesen Fällen ältere Schüler gewesen seien.
Ehemalige Domspatzen des Archivs intern-at.de gehen laut einem Bericht der Süddeutschen Zeitung von November 2014 von etwa hundert Sängerknaben aus, die von sexuellem Missbrauch betroffen gewesen seien.
Im April 2015 kündigte das Bistum Regensburg an, mit der Opferorganisation Weißer Ring zu kooperieren, um körperlichen und sexuellen Missbrauch beim Domspatzen-Chor aufzuklären. Die Bistumsverwaltung lässt seither die Vorfälle bei den Regensburger Domspatzen mit Hilfe eines unabhängigen Anwalts aufklären. Der vom Weißen Ring empfohlene Anwalt Ulrich Weber hat inzwischen eine spezielle Webseite eingerichtet, über die sich Betroffene mit ihm in Verbindung setzen können.
Weber gab im Januar 2016 gab an, von einer hohen Zahl von Gewaltopfern auszugehen: „Es sind 231 Meldungen eingegangen. Die Opfer sprechen einhellig von dem Umstand, dass ein Drittel der Kinder auch geschlagen wurde. In der Kernzeit von 1953 bis 1992 sprechen wir von 2450 Schülern. Mithin habe ich derzeit keinen Grund, von einer Gesamtopferzahl von 600–700 zu zweifeln.“ In seinem Abschlussbericht stellt Rechtsanwalt Ulrich Weber fest, dass es bei den Regensburger Domspatzen zu 547 Misshandlungs- und Missbrauchsfällen gekommen sei. Insgesamt 500 Jungen wurden Opfer körperlicher Gewalt, 67 Opfer sexueller Gewalt. Dabei kommt er auch zu dem Schluss, am Musikgymnasium seien im Vergleich mit der Grundschule der Domspatzen Gewaltanwendungen „nicht mehr so flächendeckend und allgegenwärtig“ gewesen. Verantwortlich für die von Weber genannten Fälle seien 49 Täter; 45 von ihnen übten körperliche Gewalt aus, insgesamt neun sexuelle Gewalt.
Rechtsanwalt Weber kommt im Abschlussbericht zu seinen Untersuchungen mit Blick auf die aktuelle Situation bei den Domspatzen zum Ergebnis: „Ein Blick auf die Domspatzen von heute zeigt eine Einrichtung, die vormalige organisatorische Schwachstellen behoben hat, eine zeitgemäße Pädagogik vermittelt und zielgerichtete Präventionskonzepte anwendet.“ Die Zusammenarbeit mit den verantwortlichen Stellen im Bistum Regensburg und bei den Domspatzen bezeichnet der Abschlussbericht als „äußerst positiv“. Die für die Aufklärung relevanten Akten seien vollständig übergeben worden. Dies belegen die Autoren damit, dass einerseits für die konkrete Untersuchung irrelevante Akten übergeben wurden und eine Vorauswahl somit nicht stattgefunden hatte; zudem seien auch Akten übergeben worden, sie sich mit Blick auf die Aufarbeitung für das Bistum als negativ erwiesen.
Der Missbrauchsbeauftragte der Bundesregierung, Johannes-Wilhelm Rörig, lobte zudem die Aufarbeitung der Missbrauchsfälle bei den Domspatzen. Bischof Rudolf Voderholzer habe sich nach seinem Amtsantritt 2013 der Verantwortung gestellt. Nach Jahren der Verschleppung sei nun unter Bischof Voderholzer der Missbrauch umfassend aufgearbeitet worden. In einem Hirtenbrief sprach Bischof Voderholzer zudem von „Entsetzen und Betroffenheit“ angesichts der Missbrauchsfälle. Mit Blick auf die angewendete Gewalt sprach er zudem von Körperverletzungen, „die deutlich über das damals allgemein hingenommene Maß einer Ohrfeige hinausgehen“.
Das Bistum Regensburg hat mittlerweile entsprechende Anerkennungszahlen an die Opfer sexuellen Missbrauchs und Körperverletzungen geleistet. Insgesamt 7.207.000 Euro an der Gesamtsumme der vom Bistum geleisteten Zahlungen entfielen auf ehemalige Domspatzen.